# Палажченко (дворянский род)
Палажченко — дворянский род.
Определением Герольдии от 13 марта 1841 года, утверждено постановление Московского дворянского депутатского собрания от 9 августа 1839 года, о внесении в третью часть дворянской родословной книги чиновника IX класса Давыда Никифорова Палажченко, по Всемилостивейше пожалованному ему 19 мая 1839 года ордену св. Станислава 4-й степени.

## Описание герба
В лазоревом щите серебряная перевязь справа. На ней три лазоревых колоса. Над перевязью и под ней по серебряной подкове, обращённые концами вниз.
Над щитом дворянский шлем с короной. Нашлемник: рука вверх в лазоревом рукаве с серебряным обшлагом держит серебряное копьё. Намёт: лазоревый с серебром. Герб Палажченко внесён в Часть 13 Общего гербовника дворянских родов Всероссийской империи, стр. 106.